# Schlewecke (Bockenem)
Schlewecke ist ein Ortsteil der Stadt Bockenem in Niedersachsen. Das Dorf hatte am 1. Oktober 2011 535 Einwohner. Es liegt drei Kilometer entfernt nördlich von Bockenem und 2,5 km entfernt von der östlich verlaufenden A 7. Südwestlich von Schlewecke mündet die Beffer in die Nette.

## Geschichte
Am 1. März 1974 wurde Schlewecke, das dem Landkreis Gandersheim angehörte, in die Stadt Bockenem eingegliedert.

## Politik
Der Ortsrat, der den Ortsteil Schlewecke vertritt, setzt sich aus fünf Mitgliedern zusammen. Die Ratsmitglieder werden durch eine Kommunalwahl für jeweils fünf Jahre gewählt.
Bei der Kommunalwahl 2021 gewann die CDU alle fünf Sitze.

## Kirche
Das Schiff der evangelischen Marienkirche wurde laut Inschrift in den Jahren 1822 und 1838 erneuert. Der rechteckige Westturm, der einen achteckigen Helm trägt, stammt im Kern aus dem Mittelalter.

## Persönlichkeiten
Geboren in Schlewecke:
- August Kelpe (1866–1940), Architekt
- Willi Ossenkopf (1899–1966), Politiker (SPD)
- Helmut Werner (1930–2005), Politiker (Bündnis 90/Die Grünen)